# Macedonio Melloni
Macedonio Melloni (n. 11 aprilie 1798 la Parma - d. 11 august 1854 la Portici) a fost un fizician italian.
Este cunoscut pentru faptul că a demonstrat că radiația termică are proprietăți similare luminii.
Studiul radiației termice l-a efectuat cu ajutorul termomultiplicatorului, o combinație între termocuplu și galvanometru.
În 1831, la scurt timp după descoperirea termoelectricității de către Thomas Seebeck, Melloni, împreună cu Leopoldo Nobili, utilizează acest instrument pentru studiul radiației corpului negru.
În 1834 a primit Medalia Rumford din partea Royal Society.
Un an mai târziu devine membru corespondent al Academiei Franceză de Științe.
În 1839 devine membru străin al "Royal Society".